# Karl Ludwig Schröder
Karl Ludwig Schröder (1877-1940) var en tysk manuskriptforfatter og instruktør.
Filmmediet havde i de tidlige år et noget blakket ry. Det blev anset som letsindigt, noget vulgært, og uheldigvis også et pirrende og skadeligt medie. I 1910'erne prøvede en række filmskabere at løfte mediet til et mere kunstnerisk niveau.  Karl Ludwig Schröder var i perioden 1912-1914 leder af Nordisk Films Kompagnis afdeling i Berlin. I denne position var han den første, der begyndte at anvende anerkendte forfattere som basis for filmmanuskripter. Han kaldte dem Autorenfilm. Den første sådanne film var den danske stumfilm Atlantis (1913) – som var baseret på en bog af samme navn af den tyske forfatter Gerhart Hauptmann. Gerhart Hauptmann havde da netop havde modtaget Nobelprisen i litteratur (1912).

## Filmografi
- Skyldig? - ikke skyldig? (1914)
- Atlantis (1913)